# 1792 Reni
1792 Reni је астероид главног астероидног појаса чија средња удаљеност од Сунца износи 2,779 астрономских јединица (АЈ).
Апсолутна магнитуда астероида је 12,03.